# Bussolino
Bussolino è una frazione di Gassino Torinese, nella città metropolitana di Torino. Fino al 1928 era un comune autonomo col nome di Bussolino Gassinese.

## Geografia fisica

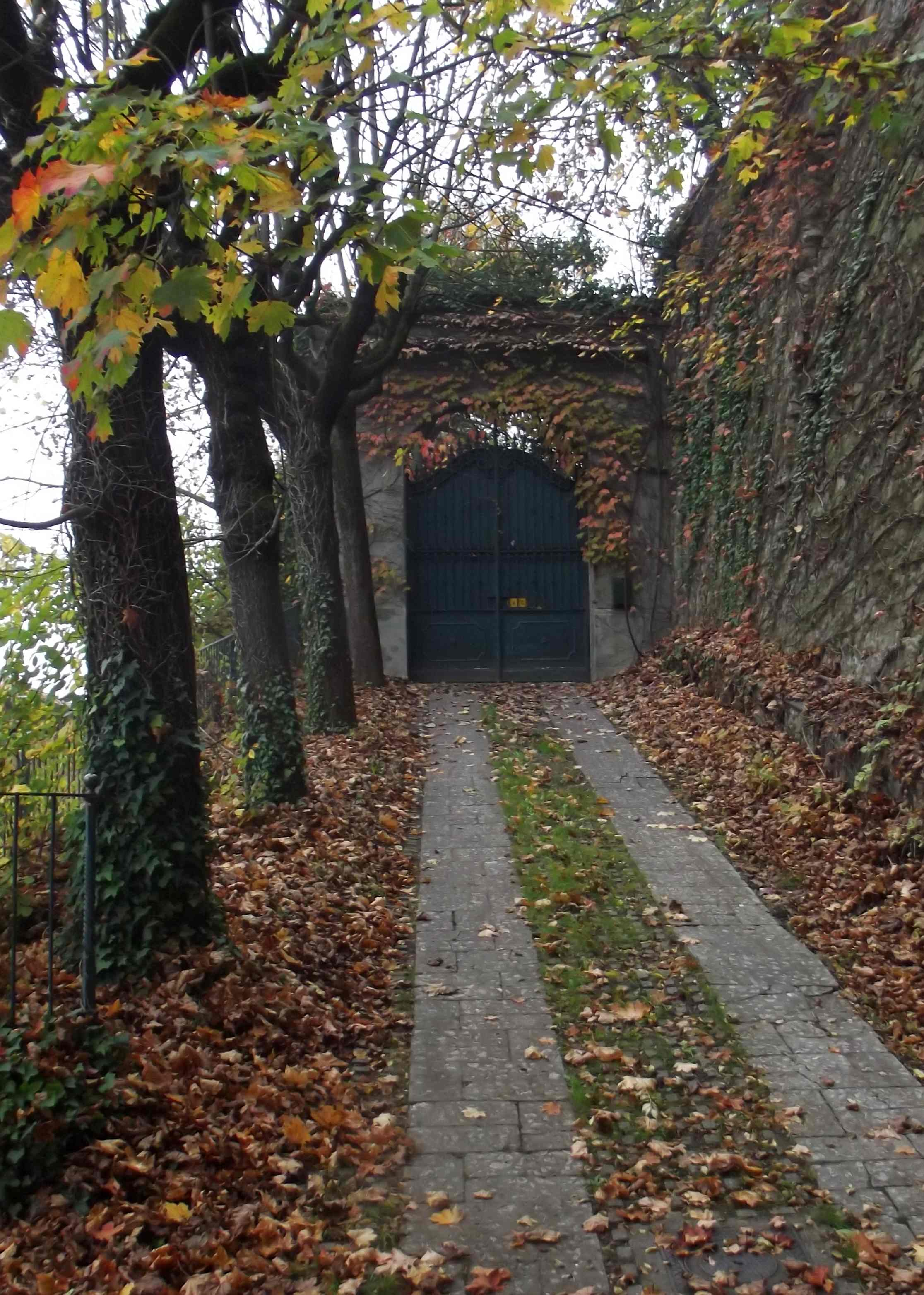
Il vialetto d'accesso all'ex castello.

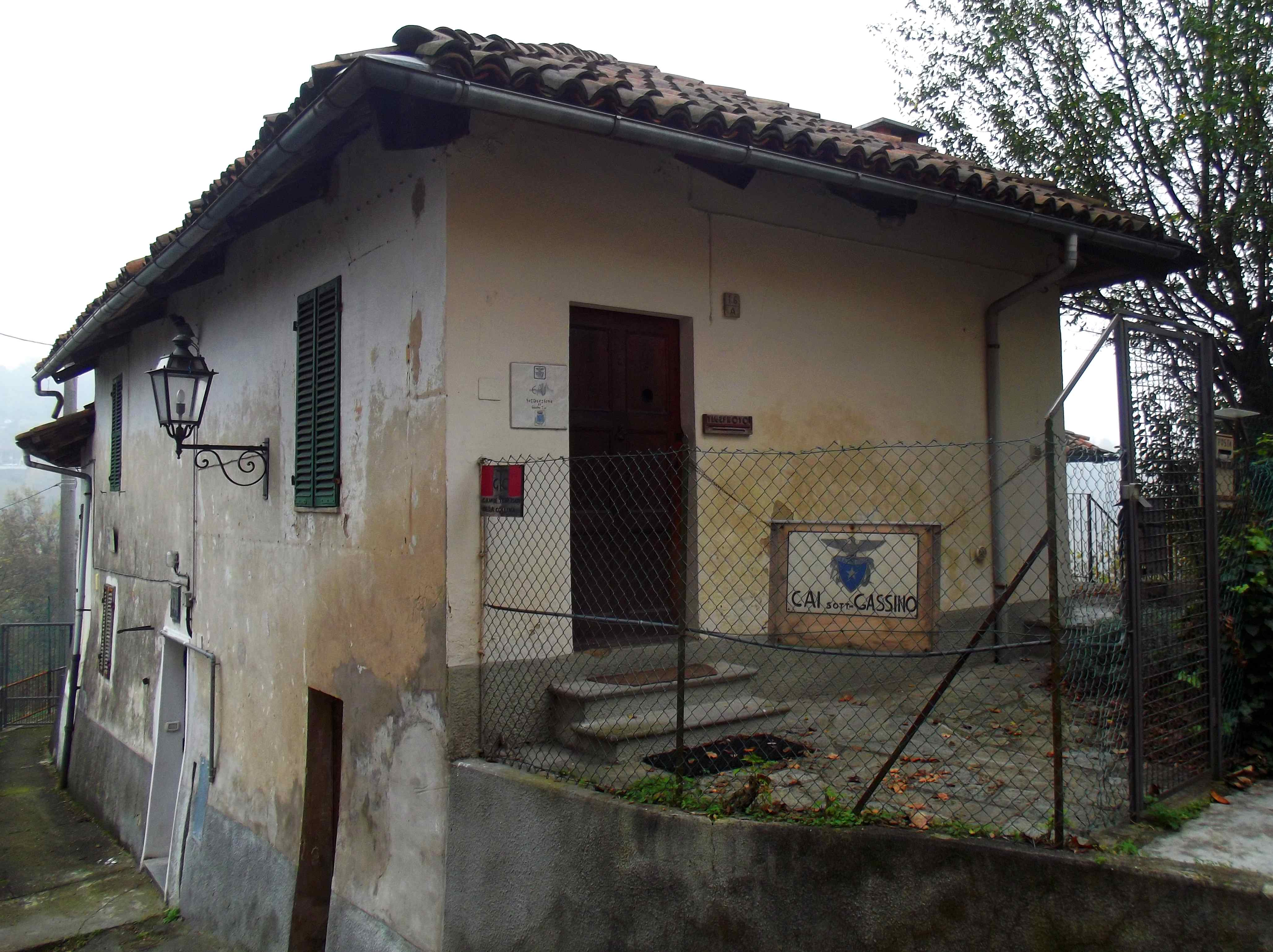
L'ex scuola elementare.

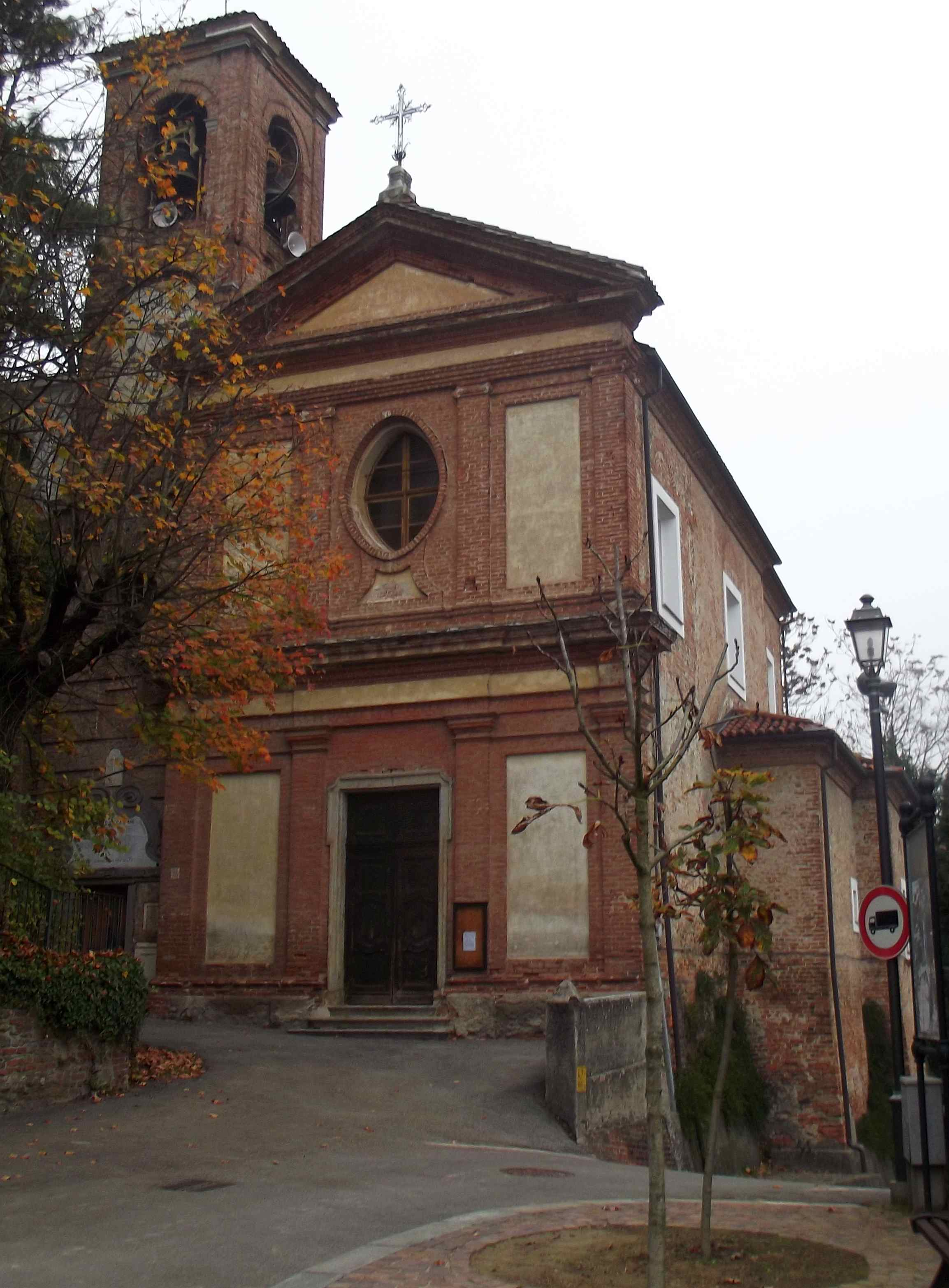
L'ex chiesa parrocchiale.

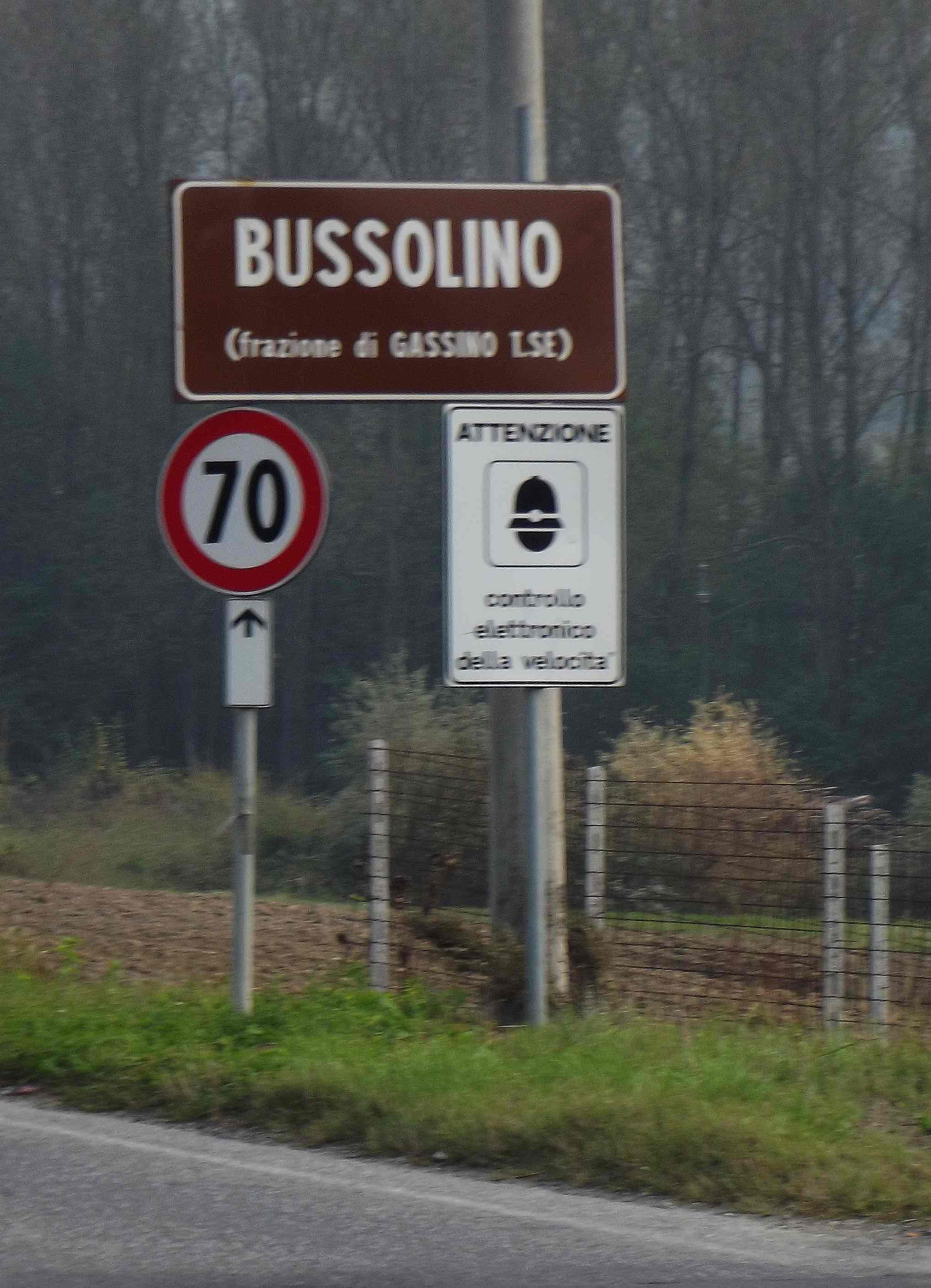
L'inizio della frazione sulla SP Gassino-Rivalba.

Bussolino è situata in una zona collinare immersa nel verde a poco più di 2 km in linea d'aria dal centro di Gassino. Il nucleo storico del paese è situato sul crinale di una collina a circa 300 m di quota, mentre villa Bria ed altre abitazioni sparse si allineano più in basso, lungo la strada che collega Gassino a Rivalba, nei pressi del rio di Valle Maggiore.

## Origini del nome
Il nome Bussolino è un fitonimo, o nome di vegetale, e deriva dal piemontese bus, da cui bussin, il cui significato è cespuglio.

## Storia
Il paese è menzionato per la prima volta nel 1034 con il nome di Busceli o Buxeli in un documento di permuta scritto dall'abate di Nonantola e dal conte di Pombia. Fu feudo dei Marchesi del Monferrato fino alla Pace di Cherasco avvenuta nel 1631, poi passò ai Savoia. Dal XV secolo si ha notizia di un castello, detto della Motta, che assieme al borgo fu dato in feudo a Gabriele e Ludovico di Provana. L'ultimo della linea gentilizia, Luigi, fu il primo comandante del Corpo dei Carabinieri Reali. Una volta estinta la famiglia, il castello fu acquistato dai conti Perrucca della Rocchetta, che in parte lo demolirono, ricavandone una villa attualmente esistente. La frazione diventò nel Settecento meta di villeggiatura, come dimostrano le cosiddette "vigne", nome con il quale erano chiamate le residenze estive della collina.
Bussolino fu denominata Bussolino Gassinese con regio decreto. Nel 1928 divenne frazione di Gassino. Il 16 giugno 1904 vi morì Aurora Pavlovna Demidova.

## Edifici di pregio
- Adiacente alle mura dell'antico castello della Motta si trova l'ex chiesa parrocchiale dei Santi Andrea e Nicola, che fu ricostruita nella seconda metà del Settecento. La chiesa è a navata unica con due cappelle laterali; l'altare e la balaustra sono in marmo di Gassino. Il campanile è dotato di dieci campane fatte montare nel 1929 da don Annibale Ronco, parroco della frazione per sessant'anni.
- Sulla strada che unisce Gassino a Rivalba si trova Villa Bria, conosciuta anche come "la Favorita", edificata attorno alla metà del Settecento da Carlo Domenico Beria e dal figlio Benedetto Maurizio, proprietari di filande. Di chiaro modello seicentesco, possiede una facciata in mattoni con al centro due serliane sovrapposte (aperture centrali ad arco con due aperture laterali). In quanto proprietà privata, non è visitabile.

## Attività ed eventi
Per Bussolino transita la Grande Traversata della Collina, un lungo itinerario di trekking che collega Moncalieri con Chivasso.
La festa patronale si tiene nella penultima o nell'ultima domenica di settembre.